# ITF Contrexéville
Das ITF Contrexéville (offiziell: Grand Est Open 88) ist ein Tennisturnier des ITF Women’s Circuit, das in Contrexéville, Frankreich ausgetragen wird.

## Siegerliste

### Einzel
| Jahr                    | Siegerin              | Finalgegnerin           | Ergebnis       |
| ----------------------- | --------------------- | ----------------------- | -------------- |
| ↓ Kategorie: $50.000 ↓  |                       |                         |                |
| 2007                    | Andrea Petković       | Ksenija Mileuskaja      | 6:2, 6:0       |
| 2008                    | Ioana Raluca Olaru    | Stéphanie Foretz        | 6:4, 6:2       |
| 2009                    | Jekaterina Bytschkowa | Kathrin Wörle           | 6:4, 6:4       |
| 2010                    | Jelena Dokić          | Olivia Sanchez          | 4:6, 6:3, 6:1  |
| 2011                    | Iryna Brémond         | Stéphanie Foretz Gacon  | 6:4, 6:71, 6:2 |
| 2012                    | Aravane Rezaï         | Yvonne Meusburger       | 6:3, 2:6, 6:3  |
| 2013                    | Timea Bacsinszky      | Beatriz García Vidagany | 6:1, 6:1       |
| ↓ Kategorie: $100.000 ↓ |                       |                         |                |
| 2014                    | Irina-Camelia Begu    | Kaia Kanepi             | 6:3, 6:4       |
| 2015                    | Alexandra Dulgheru    | Julija Putinzewa        | 6:3, 1:6, 7:5  |
| 2016                    | Pauline Parmentier    | Océane Dodin            | 6:1, 6:1       |
| 2017                    | Johanna Larsson       | Tatjana Maria           | 6:1, 6:4       |
| 2018                    | Stefanie Vögele       | Sara Sorribes Tormo     | 6:4, 6:2       |
| 2019                    | Katarina Sawazka      | Ulrikke Eikeri          | 6:4, 6:4       |
| 2020                    | abgesagt              | abgesagt                | abgesagt       |
| 2021                    | Anhelina Kalinina     | Dalma Gálfi             | 6:2, 6:2       |

### Doppel
| Jahr                    | Siegerinnen                                | Finalgegnerinnen                           | Ergebnis          |
| ----------------------- | ------------------------------------------ | ------------------------------------------ | ----------------- |
| ↓ Kategorie: $50.000 ↓  |                                            |                                            |                   |
| 2007                    | Renata Voráčová Barbora Záhlavová-Strýcová | Kazjaryna Dsehalewitsch Ksenija Mileuskaja | 6:2, 6:2          |
| 2008                    | Stéphanie Foretz Aurélie Védy              | Erica Krauth Hanna Nooni                   | 6:4, 6:4          |
| 2009                    | Yvonne Meusburger Kathrin Wörle            | Stéphanie Cohen-Aloro Pauline Parmentier   | 6:2, 6:2          |
| 2010                    | Nina Brattschikowa Jekaterina Iwanowa      | Jelena Dokić Sharon Fichman                | 4:6, 6:4, [10:3]  |
| 2011                    | Walentina Iwachnenko Kateryna Koslowa      | Erika Sema Roxane Vaisemberg               | 2:6, 7:5, [12:10] |
| 2012                    | Julija Bejhelsymer Renata Voráčová         | Tereza Mrdeža Silvia Njirić                | 6:1, 6:1          |
| 2013                    | Vanesa Furlanetto Amandine Hesse           | Ana Konjuh Silvia Njirić                   | 7:63, 6:4         |
| ↓ Kategorie: $100.000 ↓ |                                            |                                            |                   |
| 2014                    | Alexandra Panowa Laura Thorpe              | Irina-Camelia Begu María Irigoyen          | 6:3, 4:0 Aufgabe  |
| 2015                    | Oksana Kalaschnikowa Danka Kovinić         | Irina Ramialison Constance Sibille         | 2:6, 6:3, [10:6]  |
| 2016                    | Cindy Burger Laura Pous Tió                | Nicole Melichar Renata Voráčová            | 6:1, 6:3          |
| 2017                    | Anastassija Komardina Eliza Kostowa        | Manon Arcangioli Sara Cakarevic            | 6:3, 6:4          |
| 2018                    | An-Sophie Mestach Zheng Saisai             | Prarthana Thombare Eva Wacanno             | 3:6, 6:2, [10:7]  |
| 2019                    | Georgina García Pérez Oksana Kalaschnikowa | Anna Danilina Eva Wacanno                  | 6:3, 6:3          |
| 2020                    | abgesagt                                   | abgesagt                                   | abgesagt          |
| 2021                    | Anna Danilina Ulrikke Eikeri               | Dalma Gálfi Kimberley Zimmermann           | 6:0, 1:6, [10:4]  |

## Quelle
- ITF Homepage